# Sonic Ranch
Sonic Ranch, dans la ville frontalière de Tornillo, au Texas, est le plus grand complexe de studios d'enregistrement résidentiel au monde.

## Histoire
Le studio a été fondé en 1989 par le propriétaire et directeur actuel, Tony Rancich, autour d'une grande hacienda espagnole traditionnelle construite à la fin des années 1930. 

## Le complexe

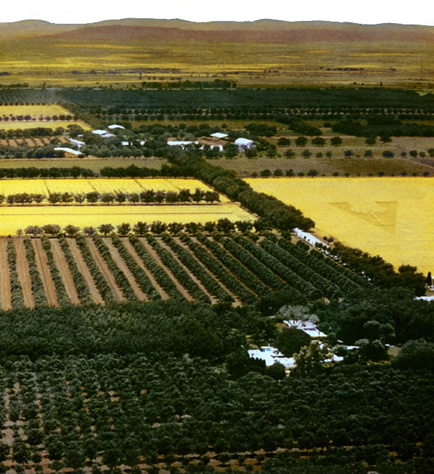
Verger de noix de pécan au complexe de studios.

Il est composé de cinq studios conçus par Vincent Van Haaff sur 690 hectares d'un verger de noix de pécan qui borde le Rio Grande et le Mexique. Il y a cinq maisons sur la propriété où les artistes séjournent pendant l'enregistrement. Certains groupes de rock ont noté le calme, la nature sauvage rurale et l'accès facile à Ciudad Juárez de l'autre côté de la frontière.

## Liste des artistes enregistrés
De nombreux artistes ont enregistré des chansons ou des albums dans les studios du Sonic Ranch parmi lesquels Parquets Courts, Natalia Lafourcade, Bon Iver, The Black Angels, Cloud Nothing, etc.